# Comuna Zâmbreasca, Teleorman
Zâmbreasca este o comună în județul Teleorman, Muntenia, România, formată numai din satul de reședință cu același nume. La recensământul din 2011, comuna avea 1.540 de locuitori.

## Demografie
Componența etnică a comunei Zâmbreasca
     Români (92,11%)
     Alte etnii (0%)
     Necunoscută (7,89%)
Componența confesională a comunei Zâmbreasca
     Ortodocși (91,69%)
     Alte religii (0%)
     Necunoscută (8,31%)
Conform recensământului efectuat în 2021, populația comunei Zâmbreasca se ridică la 1.192 de locuitori, în scădere față de recensământul anterior din 2011, când fuseseră înregistrați 1.540 de locuitori. Majoritatea locuitorilor sunt români (92,11%), iar pentru 7,89% nu se cunoaște apartenența etnică. Din punct de vedere confesional, majoritatea locuitorilor sunt ortodocși (91,69%), iar pentru 8,31% nu se cunoaște apartenența confesională.

## Istorie
La sfârșitul secolului al XIX-lea, comuna făcea parte din plasa Teleormanului a județului Teleorman și era alcătuită din satele Zâmbreasca de Jos și Zâmbreasca de Sus având o populație de 1283 de locuitori. În comună funcționa o școală mixtă și o biserică.
Anuarul Socec din 1925 consemnează deja comasarea satelor Zâmbreasca de Jos și Zâmbreasca de Sus, într-un singur sat numit Zâmbreasca, ca și numele comunei. Comuna este consemnată în plasa Tecuci-Kalinderu a aceluiași județ, având o populație de 2871 de locuitori (în satele Plopi și Zâmbreasca). În 1931, comuna devine una de sine-stătătoare, și este alcătuită doar din satul de reședință cu același nume.
În anul 1950, comuna a trecut în administrația raionului Roșiorii de Vede al regiunii Teleorman, raion care, doi ani mai târziu, a fost inclus în regiunea București. În anul 1968, comuna a fost transferată la județul Teleorman, păstrându-și alcătuirea.

## Politică și administrație
Comuna Zâmbreasca este administrată de un primar și un consiliu local compus din 9 consilieri. Primarul, Marin Răduț[*], de la Partidul Social Democrat, este în funcție din 2004. Începând cu alegerile locale din 2024, consiliul local are următoarea componență pe partide politice:
|  | Partid                    | Consilieri | Componența Consiliului | Componența Consiliului | Componența Consiliului | Componența Consiliului | Componența Consiliului | Componența Consiliului |
|  | ------------------------- | ---------- | ---------------------- | ---------------------- | ---------------------- | ---------------------- | ---------------------- | ---------------------- |
|  | Partidul Social Democrat  | 6          |                        |                        |                        |                        |                        |                        |
|  | Partidul Național Liberal | 3          |                        |                        |                        |                        |                        |                        |

## Personalități
- Alexandru Bădăuță (1901-1983), scriitor, șef al propagandei românești în anii `40 ai secolului al XX-lea
- Elena Lefescu, interpretă de muzică populară
- Liviu Surugiu (n.1969), autor de romane SF

## Situri arheologice
| TR-I-s-B-14232 (RAN: 154987.01.01) | Așezarea de tip tell de la Zâmbreasca, punct „La Măgură” Pe teritoriul satului, în vâlceaua Grama se află un tell cunoscut încă din secolul trecut. În timpul cercetării la fața locului am adunat diferite materiale aparținând culturii Gumelnița. În anul 1947, tov. Hortensia Dumitrescu de la Muzeul Național de Antichități a efectuat câteva sondaje în tell. După spusele localnicilor, în aproprierea satului s-au găsit monede romane. | sat Zâmbreasca; comuna Zâmbreasca | „La Măgură”, la NV de sat, pe malul stâng al pârâului Zâmbreasca, în vâlceaua Grama | Eneolitic, Cultura Gumelnița |  | 44.31000°N 24.98111°E | Încarcă imagine |
|                                    | Mormant soldat roman | sat Zâmbreasca; comuna Zâmbreasca | in curtea bisericii                                                                 | sec I-II                     |  |                       |                 |
|                                    | |                                   |                                                                                     |                              |  |                       |                 |
|                                    | |                                   |                                                                                     |                              |  |                       |                 |